# Mikroregion Chrudimsko
Mikroregion Chrudimsko je dobrovolný svazek obcí v okresu Chrudim, jeho sídlem je Chrudim a jeho cílem je další rozvoj měst a obcí, které se stanou členy svazku obcí, jejich vyrovnání evropským standardům a vývojovým trendům 21. století ve všech oblastech lidského života. Rozhodujícími problémy, které bude svazek řešit, je zejména snižování nezaměstnanosti, zlepšování životního prostředí, rozvoj ekonomiky, infrastruktury, cestovního ruchu a dalších oblastí, jež korespondují s˙cíli a posláním svazku. Sdružuje celkem 29 obcí a byl založen v roce 2001.

## Obce sdružené v mikroregionu
- Bořice
- Bylany
- Dolní Bezděkov
- Dvakačovice
- Honbice
- Horka
- Chrast
- Chrudim
- Kočí
- Lány
- Licibořice
- Lukavice
- Mladoňovice
- Morašice
- Nabočany
- Orel
- Přestavlky
- Rabštejnská Lhota
- Řestoky
- Slatiňany
- Sobětuchy
- Stolany
- Trojovice
- Třibřichy
- Tuněchody
- Úhřetice
- Vejvanovice
- Zaječice
- Zájezdec